# Jordi Fernández
Pour les articles homonymes, voir Fernández.
Jordi Fernández, né le 27 septembre 1982 à Badalone (province de Barcelone, Espagne), est un entraîneur espagnol de basket-ball. Il est à la tête des Nets de Brooklyn au sein de la National Basketball Association (NBA) et de l'équipe nationale du Canada.

## Biographie
Après avoir entraîné le Charge de Canton en D-League de 2014 à 2016, il devient l'adjoint de Michael Malone chez les Nuggets de Denver.
En juin 2023, Jordi Fernández est nommé sélectionneur de l'équipe nationale masculine du Canada pour la Coupe du monde de la FIBA 2023. Il remplace Nick Nurse. Le Canada obtient la médaille de bronze lors de cette coupe du monde.
En avril 2024, Fernández est nommé entraîneur des Nets de Brooklyn en NBA. Il est le premier entraîneur en chef espagnol en NBA.
En mars 2025, il annonce sa démission comme entraîneur-chef de l'équipe canadienne de basketball.

## Statistiques
| Équipe   | Année     | Saison régulière | Saison régulière | Saison régulière | Saison régulière | Saison régulière          | Playoffs | Playoffs  | Playoffs | Playoffs | Playoffs        |
| Équipe   | Année     | Matchs           | Victoires        | Défaites         | %                | Classement                | Matchs   | Victoires | Défaites | %        | Résultat        |
| -------- | --------- | ---------------- | ---------------- | ---------------- | ---------------- | ------------------------- | -------- | --------- | -------- | -------- | --------------- |
| Brooklyn | 2024-2025 | 82               | 26               | 56               | 31,7             | 4e en division Atlantique | -        | -         | -        | -        | Pas de playoffs |
| Brooklyn | 2025-2026 |                  |                  |                  |                  |                           |          |           |          |          |                 |
| Total    | Total     | 82               | 26               | 56               | 31,7             |                           | -        | -         | -        | -        |                 |

## Palmarès
- Médaille de bronze aux championnats du monde 2023.